# Anglet
Anglet – miejscowość i gmina we Francji, w regionie Nowa Akwitania, w departamencie Pyrénées-Atlantiques.
Według danych na rok 2018 gminę zamieszkiwało 40 772 osób, a gęstość zaludnienia wynosiła 1513.9 osób/km² (wśród 2290 gmin Akwitanii Anglet plasuje się na 7. miejscu pod względem liczby ludności, natomiast pod względem powierzchni na miejscu 328.).
W mieście rozwinął się przemysł lotniczy, elektroniczny, metalowy oraz chemiczny. Ośrodek turystyczno-wypoczynkowy.

## Ludzie związani z Anglet

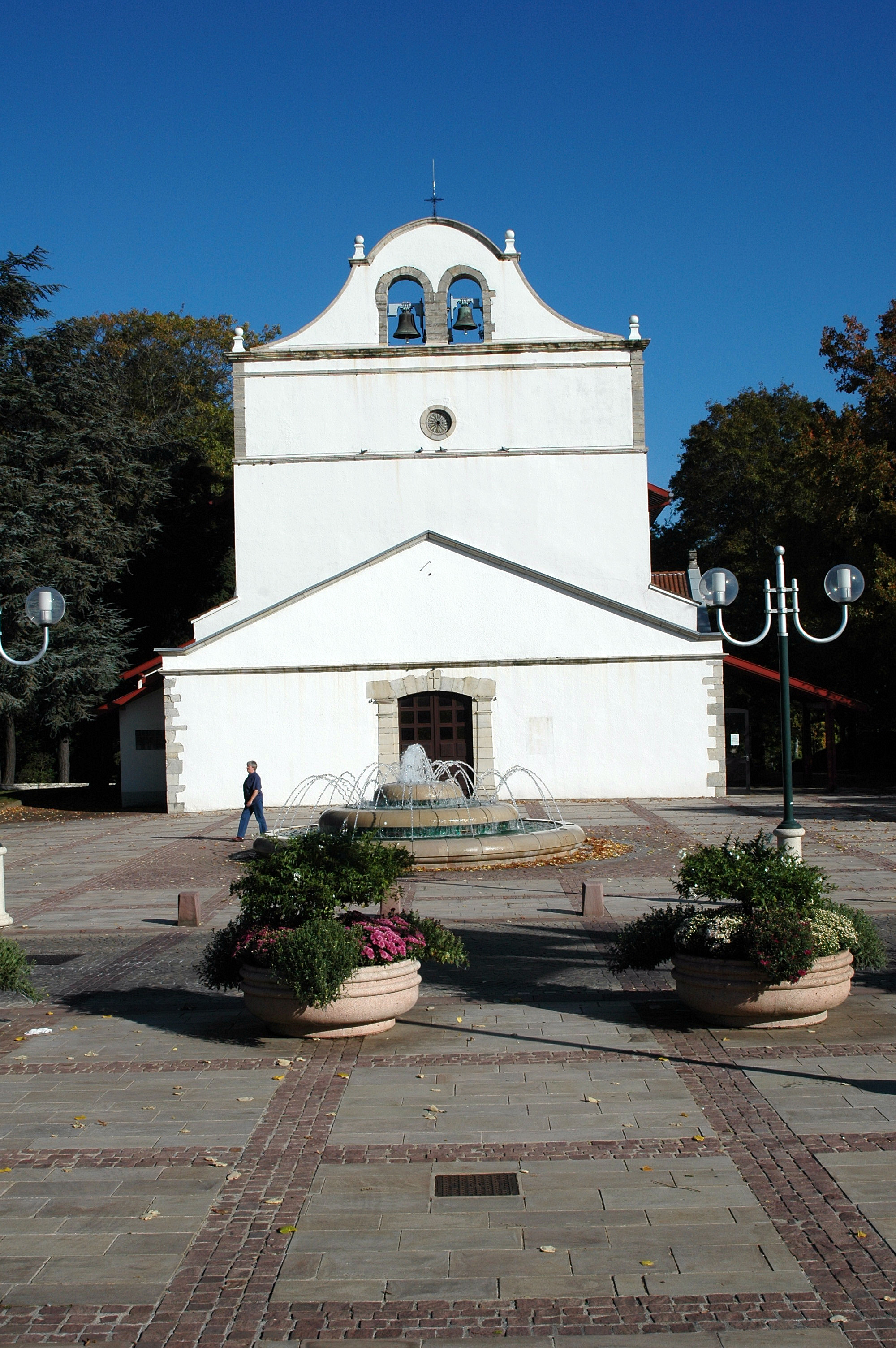
Kościół św. Leona w Anglet

| 1901 | 1926 | 1936  | 1954  | 1962  | 1968  | 1975  | 1982  | 1990  | 1999  | 2008  | 2013  | 2018  |
| ---- | ---- | ----- | ----- | ----- | ----- | ----- | ----- | ----- | ----- | ----- | ----- | ----- |
| 5679 | 8230 | 11320 | 12603 | 16150 | 21190 | 25245 | 29821 | 33041 | 35263 | 39264 | 40547 | 40772 |